# Gustave Lyon

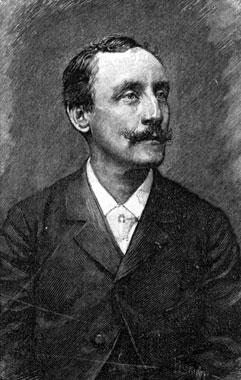
Gustave Lyon.

Gustave Lyon (Parigi, 19 novembre 1857 – Parigi, 12 gennaio 1936) è stato un ingegnere e musicista francese, direttore della fabbrica di pianoforti Pleyel e inventore di diversi strumenti musicali.

## Biografia
Gustave Lyon nacque in una famiglia di artisti e musicisti ma fu attratto dalle materie tecniche e studiò prima al liceo di Saint-Louis, diplomandosi poi alla est diplômé de l'École polytechnique di Parigi nel 1877, e quindi all'École des Mines de Paris nel 1879.
Munito del suo diploma di ingegnere minerario, ricevette un'offerta di lavoro da parte del direttore della fabbrica di pianoforti Pleyel, Auguste Wolff socio di Camille Pleyel. Wolff gli propose di divenire il suo assistente e ben presto Lyon sposò la figlia di Wolff succedendo poi allo stesso nel 1887 come direttore della Pleyel. 

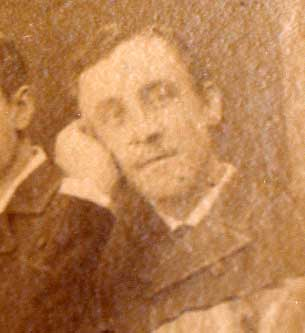
Gustave Lyon nella foto ai tempi in cui studiava alla Ecole des Mines de Paris.

Gustave modernizzò la fabbrica Pleyel, creata da Wolff trent'anni prima, e le diede un impulso notevole portandola a svilupparsi in maniera eccezionale grazie alle innovazioni da lui apportate alla costruzione degli strumenti. Le sue ricerche sull'acustica, i suoi studi sulle leggi dei corpi sonori (calcoli logaritmici delle corde) e le sue invenzioni portarono i pianoforti Pleyel a primeggiare sui concorrenti.
Nel 1889, al momento in cui la casa Pleyel produceva il suo 100.000° pianoforte, Gustave Lyon venne insignito di un grand prix d'honneur all'Exposition universelle de Paris. I pianoforti Pleyel erano allora molto apprezzati dalla nuova generazione di musicisti sedotta dal suono brillante e sostenuto e dall'armonia delle forme di questi strumenti. Camille Saint-Saëns, Fëdor Ivanovič Šaljapin, Rimsky-Korsakov e poi Wanda Landowska amarono suonare sui pianoforti Pleyel e per quest'ultima, grande virtuosa del clavicembalo, la Pleyel intraprese la costruzione di un clavicembalo, strumento che non aveva mai costruito fino ad allora. 
Gustave Lyon venne insignito dell'onorificenza di commendatore della Légion d'Honneur nel 1928.

## Strumenti musicali
Gustave Lyon è stato inventore di numerosi strumenti musicali, quali pianoforti a doppi tastiera, clavicembali, arpe cromatiche, cimbali cromatici, e carillon elettro pneumatici. Egli inventò l'arpa eolica, il pedale armonico ed il doppio pianoforte.
Apparso nel 1898, il doppio pianoforte ispirò Camille Saint-Saëns che trascrisse per due pianoforti quattro dei suoi six duos per harmonium e pianoforte, dedicandoli a Gustave Lyon.

## Acustica
Gustave Lyon fu anche un pioniere dell'acustica architettonica. Egli si specializzò nell'ortofonia delle sale da concerto e per conferenze, e spesso richiesto dagli architetti per correggere l'acustica di alcune sale. Egli è famoso per aver migliorato l'acustica del Palais de Chaillot a Parigi e di molte altre sale in Francia, Algeria, Belgio, Svizzera e Cile. I suoi studi lo portarono a fissare le leggi fondamentali dell'eco, della risonanza, del rafforzamento del suono, e della soppressione dei rumori spuri.
Dal 1925 al 1927, egli rivedette completamente l'interno della Salle Pleyel sita a rue du Faubourg-Saint-Honoré a Parigi, migliorandone l'acustica, la decorazione e la configurazione, in modo considerato rivoluzionario al momento dell'inaugurazione nel 1927. La critica musicale oltre che l'architetto Le Corbusier salutarono la bellezza acustica della sala.